# Saison 2019-2020 de l'ESTAC Troyes
Maillots
Dernière mise à jour : 25 novembre 2017.
Chronologie
Saison précédente Saison suivante
La saison 2019-2020 de l'ESTAC Troyes, club de football français, voit le club évoluer en Ligue 2.
Il s'agit de la 2e saison en Ligue 2 après une saison 2018-2019 qui a vu le club finir 3e de Ligue 2 et éliminé en barrage par le RC Lens.
L'entraîneur, Laurent Batlles, remplace Rui Almeida en début de saison et entame sa première saison à l'ESTAC alors que Daniel Masoni, le président du club, enchaîne sa onzième saison au club.
À la suite de la Pandémie de Covid-19, le championnat de Ligue 2 est suspendu le 13 mars 2020.
Il est par la suite arrêté le 30 avril 2020 par la Ligue de Football Professionnel.

## Avant-saison

### Transferts

#### Mercato d'été
mise à jour: 10 septembre 2018
| Type | Poste | Nom | Âge | Nat. | Transfert | Durée | Indemnité | Date | Provenance/Destination |
| Type | Poste | Nom | Âge | Nat. | Transfert | Durée | Indemnité | Date | Provenance/Destination |
| ---- | ----- | --- | --- | ---- | --------- | ----- | --------- | ---- | ---------------------- |

Âge = âge au moment du transfert; Nat. = nationalité; Date = date ou période du transfert ( = mercato d'été;  = mercato d'hiver)
ArrivéeDépart

## Effectif professionnel
Le tableau suivant dresse la liste des joueurs faisant partie de l'effectif troyen pour la saison 2019-2020.

## Compétitions

### Ligue 2

#### Classement
| Rang | Équipe           | Pts | J  | G  | N  | P | Bp | Bc | Diff | Qualification ou relégation |
| ---- | ---------------- | --- | -- | -- | -- | - | -- | -- | ---- | --------------------------- |
| 2    | RC Lens (P)      | 53  | 28 | 15 | 8  | 5 | 39 | 24 | +15  | Promotion en Ligue 1        |
| 3    | AC Ajaccio       | 52  | 28 | 15 | 7  | 6 | 38 | 22 | +16  |                             |
| 4    | ESTAC Troyes     | 51  | 28 | 16 | 3  | 9 | 34 | 25 | +9   |                             |
| 5    | Clermont Foot 63 | 50  | 28 | 14 | 8  | 6 | 35 | 25 | +10  |                             |
| 6    | Le Havre AC      | 44  | 28 | 11 | 11 | 6 | 38 | 25 | +13  |                             |

### Coupe de la Ligue

#### Autres
1. ↑  « Les championnats suspendus », site de la Ligue de football professionnel, 13 mars 2020. Consulté le 9 avril 2020.
2. ↑  « CONNAISSANCE PRISE DES DÉCISIONS ET DÉCLARATIONS DU PREMIER MINISTRE ET DU GOUVERNEMENT, LA LFP ACTE LA FIN DE LA SAISON 2019/2020 », site de la Ligue de football professionnel, 30 avril 2020. Consulté le 30 avril 2020.
3. ↑  Seule la nationalité sportive est indiquée. Un joueur peut avoir plusieurs nationalités mais n'a le droit de jouer que pour une seule sélection nationale.
4. ↑  Seule la sélection la plus importante est indiquée.
5. ↑  « lequipe.fr/Football/match-dire… »(Archive.org • Wikiwix • Archive.is • Google • Que faire ?).